# Alberto Bachelet
Alberto Bachelet (ur. 27 kwietnia 1923 w Santiago, zm. 12 marca 1974 tamże) – chilijski generał sił powietrznych.

## Życiorys
Służbę w chilijskim lotnictwie rozpoczął jako podporucznik w czerwcu 1940 roku. W czasach rządów Jorge Alessandri prowadził kampanię promującą owoce morza. W chwili zamachu kierował w stopniu generała brygady departamentem budżetu i finansów. Aresztowany 11 września 1973 roku, w dniu zamachu stanu, a następnie zwolniony tego samego dnia. Aresztowany ponownie trzy dni później, przez sześć miesięcy był torturowany w akademii lotnictwa, m.in. zmuszano go skutego i zakapturzonego do stania przez cały dzień bez picia. Zmarł 12 marca 1974 roku wskutek zawału serca. Po upadku dyktatury wielokrotnie honorowany, m.in. przez Kongres (1991) i Uniwersytet Republikański (2003).
Jego żoną była Ángela Jeria Margarita Gomez, miał dwoje dzieci: Alberto Bacheleta Jerię i Verónicę Michelle Bachelet Jerię. Jego żona i córka także były torturowane i po jego śmierci opuściły Chile.
Po trzyletnim śledztwie sąd orzekł, że jego śmierć była skutkiem długotrwałych tortur i skazał odpowiedzialnych za nią płk. Edgara Cevallosa na dwa lata więzienia i płk. Ramona Caceresa Jorquerę na trzy lata więzienia.